# Jean Samazeuilh
Jean-Pierre Samazeuilh (Bordeaux, 17 luglio 1891 – Mérignac, 13 aprile 1965) è stato un tennista francese.

## Carriera
Arrivò tre volte in finale agli Internazionali di Francia, vincendo nel 1921 ma uscendo sconfitto in due occasioni, nel 1914 e nel 1922.

## Finali del Grande Slam

### Singolare

#### Vinte (1)
| Anno | Torneo                            | Superficie  | Avversario in finale | Punteggio          |
| ---- | --------------------------------- | ----------- | -------------------- | ------------------ |
| 1921 | Internazionali di Francia, Parigi | Terra rossa | André Gobert         | 6-3, 6-3, 2-6, 7-5 |

#### Perse (2)
| Anno | Torneo                                | Superficie  | Avversario in finale | Punteggio          |
| ---- | ------------------------------------- | ----------- | -------------------- | ------------------ |
| 1914 | Internazionali di Francia, Parigi (1) | Terra rossa | Max Décugis          | 6-3, 1-6, 4-6, 4-6 |
| 1922 | Internazionali di Francia, Parigi (2) | Terra rossa | Henri Cochet         | 6-8, 3-6, 5-7      |